# Иоанно-Предтеченский монастырь (Томск)
Иоанно-Предтеченский монастырь — женский православный монастырь Томской епархии Русской православной церкви, располагавшийся в Томске.

## История
Начало монастырю положено основанием в 1864 году Томской женской общины Е. И. Михеевой (после пострижения — игуменья Евпраксия) на землях, пожертвованных купеческой женой Н. А. Хромовой и купцом И. А. Ереневым, между современными улицами Студенческой, Учебной, Вершинина и Усова.
В 1876 году община преобразована в женский монастырь.
В 1866—1872 годах возведена церковь Успения Пресвятой Богородицы.
В 1877 году организована школа для девочек-сирот, открытию покровительствовала Государыня императрица Мария Федоровна. На средства, пожертвованные настоятельницей монастыря игуменьей Евпраксией (Михеевой) для школы был выстроен в 1870—1878 годах каменный двухэтажный корпус (архитекторы Н. И. Шенфельд и А. П. Бехтер) в стиле позднего русского классицизма со значительным влиянием стиля модерн (здание сохранилось).
В 1892 году построен Дом трудолюбия (архитектор В. В. Хабаров). Организованные в монастыре производства давали женщинам возможность трудом получить средства к существованию, здесь имелись собственное скотоводство, огородничество и птицеводство, действовали крупнейший в Сибири воскобелильный завод, типография и переплетная мастерская, работы томских золотошвеек были известны и при дворе Его Императорского Величества.
5 июля 1891 года монастырь посетил и внес денежный дар (500 рублей) Наследник Цесаревич Николай Александрович (в будущем — император Николай II).
В 1920 году монастырь был закрыт и в его помещениях разместился детский дом. В 1929—1930 годах прекращено богослужение в монастырских церквях, территория занята под студенческий городок Технологического института. В начале 1950-х годов здания церквей были разобраны, на территории монастыря и прилегающего к нему кладбища были выстроены новые общежития Политехнического института.
В 1996 году на территории бывшего монастыря открыта часовня Домны Томской.

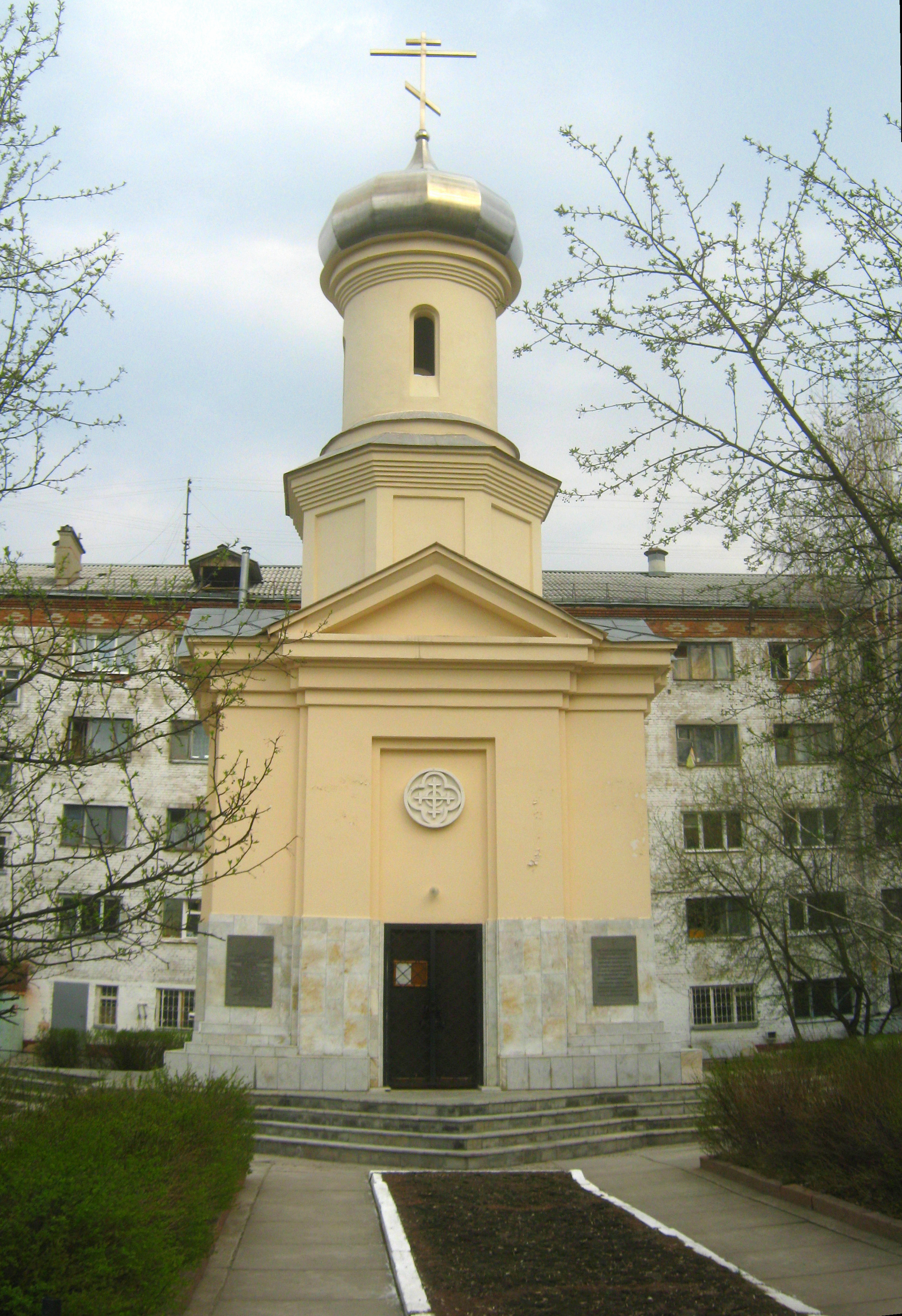
Восстановленная часовня
святой Домны Томской

### Монастырское кладбище
На монастырском кладбище похоронена томская святая Домна Томская, скончавшаяся в 1872 году.
Здесь находились также захоронения видных томских церковных и общественных деятелей, писателей, архитекторов, деятелей культуры и искусства, основателей высшей школы Сибири, учёных, ректоров, профессоров и преподавателей Томского университета, Томского технологического института (профессорский участок). В советское время все могилы были перенесены на Преображенское кладбище .
Мемориальная доска с именами основателей и духовнослужителей монастыря помещена внутри самой часовни, указаны епископ Томский Порфирий (Соколовский) (1865), священник Федор Краснопевцев (1896), игуменья Евпраксия (Михеева) (1880), игуменья Серафима (Долгих) (1898), игуменья Зинаида (Котельникова) (1916).
Имена погребенных на этом и других несохранившихся томских кладбищах указаны ещё на четырёх мемориальных досках, установленных с северной и южной сторон часовни Домны Томской. Среди них — пианистка и педагог, мать А. Н. Александрова Анна Яковлевна Александрова-Левенсон (1856—1930), директор Томской мужской гимназии Николай Никитич Бакай (1862—1927), городской голова Томска Андрей Петрович Карнаков (1838—1910), известный томский предприниматель и меценат Всеволод Иванович Королёв (1820—1902), исследователи Сибири Н. А. Костров и И. П. Кузнецов-Красноярский, инженер Вячеслав Степанович Реутовский (1853—1923), художница Мария Павловна Черепанова (?—1902), актриса А. А. Волина, директора (ректоры) ТТИ В. П. Алексеевский, Н. В. Гутовский, ректоры ТГУ И. Н. Грамматикати, М. Г. Курлов, М. Ф. Попов, В. В. Сапожников, профессора медицины Э. Г. Салищев и Д. И. Тимофеевский, архитекторы К. К. Лыгин и П. П. Наранович, писатель-народник Н. И. Наумов.
На монастырском кладбище был похоронен убитый во время демонстрации 18 января 1905 года рабочий Иосиф Кононов. Ограда его могилы была отделана изображениями пуль, которые неоднократно удалялись полицией. Возможно, могила была перенесена на Преображенское кладбище при ликвидации монастырского некрополя, но её поиски в 1950-х годах томскими краеведами не дали результата.